# Günther Bartels
Günther Bartels (* 27. Juni 1906 in Wiesbaden; † 1. November 1983 in Eltville am Rhein) war ein deutscher Motorradrennfahrer.
Günther Bartels machte 1927 erstmals auf sich aufmerksam, als er auf DKW bei der Frankfurter Dreistädtefahrt hinter Arthur Müller und Arthur Geiss wurde. Ein halbes Jahr später siegte er in der kleinen Klasse der Lizenzfahrer beim Lückendorfer Bergrennen. Später bestritt er auf dem Zschopauer Fabrikat auch die Deutsche Sechstagefahrt und die Internationale Motorrad-Länderfahrt 1929. Ende Juni 1929 gewann Günther Bartels in Prag-Zbraslav auf DKW den 350-cm³-Lauf um den Großen Preis der Tschechoslowakei. Im September des Jahres siegte er in derselben Klasse auch beim Schleizer Dreieckrennen.
Günther Bartels starb am 1. November 1983 im Alter von 77 Jahren in Eltville am Rhein.

## Rennsiege
| Jahr | Klasse  | Maschine | Rennen                            | Strecke           |
| ---- | ------- | -------- | --------------------------------- | ----------------- |
| 1929 | 350 cm³ | DKW      | Großer Preis der Tschechoslowakei | Prag-Zbraslav     |
| 1929 | 350 cm³ | DKW      | Schleizer Dreieckrennen           | Schleizer Dreieck |